# Felice Tantardini
Felice Tantardini (Introbio, 28 giugno 1898 – Taunggyi, 23 marzo 1991) è stato un religioso italiano del Pontificio istituto missioni estere (PIME) che ha lavorato come missionario in Birmania.
Da giovane, fratel Felice lavorò dapprima come fabbro insieme al fratello maggiore. Successivamente, dopo lo scoppio della prima guerra mondiale in Europa, si arruolò nelle forze armate italiane.  Servì in prima linea, ma le forze tedesche lo catturarono e lo spostarono da un campo militare all'altro prima che lui e alcuni altri riuscissero a sfuggire ai loro rapitori. Dopo essere tornato nella sua provincia natale di Introbio, riprese il suo lavoro. Fu in quegli anni che espresse il desiderio di diventare missionario dopo aver letto vecchie riviste che raccontavano il lavoro svolto dai missionari. Entrò nel Pime nel 1921 e poco dopo, nel 1922, fu inviato in Birmania dove trascorse 69 anni.
Tantardini fu molto amato nelle missioni. Divenne noto come il "fabbro di Dio" per il suo lavoro di fabbro nelle comunità locali, ma lavorò anche come elettricista e falegname per soddisfare i bisogni delle comunità missionarie in cui si trovava.
Alla sua morte, avvenuta nel 1991, diverse persone chiesero che si iniziasse il processo di beatificazione. Il processo iniziò nel 1994 e l'11 giugno 2019, dopo che papa Francesco ha firmato il decreto in cui riconosce che Tantardini ha praticato le virtù in modo eroico per tutta la vita, fratel Felice è stato dichiarato venerabile.

## Vita
Felice Tantardini nasce il 28 giugno 1898 a Introbio in provincia di Como come sesto di otto figli da Battista Tantardini e Maria Magni. I suoi genitori erano devoti e ogni sera recitavano il rosario insieme ai figli. Aveva due fratelli, Giuseppe e Primo e una sorella che si chiamava Anna.
Concluse due volte la terza elementare per migliorare la sua istruzione di base e nel 1908 iniziò a lavorare come fabbro con il fratello maggiore Giuseppe nella sua bottega . Nel 1911 suo padre morì in un tragico incidente, un'inondazione che invase la sua officina di elettricista che era stata costruita sulla riva della Cascata di Troggia. Tantardini in seguito ricordò che le ossa del padre furono ritrovate solo nel 1914. Nel 1915 iniziò a lavorare presso la Centrale Ansaldo di Genova . Si arruolò nelle forze armate italiane dopo lo scoppio della prima guerra mondiale in Europa. Tuttavia fu esentato dal servizio attivo poiché lavorava in una ditta che gia' contribuiva allo sforzo bellico italiano. La sconfitta italiana a Caporetto il 24 ottobre 1917 lo vide richiamato e, dopo due mesi di addestramento, nel gennaio 1918 fu inviato a combattere in prima linea. Tuttavia, appena 48 ore dopo, i soldati tedeschi catturarono lui e altri 60 e li condussero a Vittorio Veneto dove fu assegnato a lavorare sulle ferrovie. Fu trasferito spesso da un campo di concentramento all'altro finché non riuscì a sfuggire ai suoi rapitori; fu inviato a Udine e Gorizia prima di essere inviato a Belgrado in Serbia. Durante il suo periodo da prigioniero di guerra dormiva per terra e consumava due pasti a base di barbabietole cotte in acqua e, varie volte, fu fustigato insieme ad altri prigionieri per aver fatto arrabbiare le guardie. Pianificò la sua fuga nel dicembre 1918 insieme ad altri quattro, strisciando attraverso un canale prima di raggiungere la Grecia e poi tornare a casa. Trascorse poco più di due settimane a riprendersi prima di essere inviato ancora una volta presso l'isola greca di Kalymnos.
Successivamente ritornò nella sua provincia di origine e al suo lavoro di fabbro e poi di elettricista presso la Camisolo Mine Limited. Durante questo periodo iniziò a leggere copie di Le Missioni Cattoliche che raccontavano il lavoro svolto dai missionari del Pime. Questo fece maturare in lui il desiderio di diventare lui stesso missionario. Inizio' a sognare le missioni nel momento in cui il suo capo pensava di farlo sposare con una delle sue tre figlie. Sua madre sostenne la sua decisione ma lo avverti' di assicurarsi che la sua scelta fosse genuina e non solo una fase passeggera. Il 20 settembre 1921 entra nel Pontificio Istituto Missioni Estere e il 24 giugno 1922 riceve l'abito religioso come fratello laico (dal Superiore Generale padre Giuseppe Armanasco) prima di ricevere il crocifisso il 15 agosto. Dieci mesi dopo essere entrato nel Pime fu inviato come missionario in Birmania. Partì da Venezia il 2 settembre 1922 e dopo due settimane di viaggio trascorse del tempo a Bombay in India . Da lì ando' a Calcutta, Rangoon, e poi a Toungoo in treno.

## Missionario in Birmania
Tantardini era molto entusiasta di lavorare come missionario. A volte gli veniva chiesto di fare catechesi a bambini e anziani, sebbene fosse meglio conosciuto per aver lavorato con l'incudine e il martello come fabbro, e divenne noto come il "Fabbro di Dio". Di tanto in tanto lavorava anche con i lebbrosi. Il beato Clemente Vismara - che Tantardini conosceva - disse una volta che "il punto debole di frate Felice è la pipa", perché era noto che fumava molto spesso la pipa.
A Leikthò, in Birmania, nel 1924 fu colpito da forti dolori addominali ma l'ospedale più vicino a Toungoo era a oltre 30 miglia da dove si trovava. L'unico metodo possibile per portarlo lì era su una barella a spalla e mentre veniva caricato su di essa insistette per recarsi in cappella presso l'altare dedicato alla Madonna per chiedere la sua intercessione. Finì per scendere giù dalla barella con il dolore scomparso e gettò a terra il suo bastone esclamando che la Madonna lo aveva guarito. 
Durante i bombardamenti giapponesi dopo la loro invasione durante la seconda guerra mondiale, è quasi morto più volte, ma durante questo periodo si è preso cura delle persone colpite nonostante la sua stessa paura per i bombardamenti. Tornò in patria solo una volta, dall'aprile 1956 al gennaio 1957, per riposarsi e riprendere le forze. Visitò Roma dove conobbe sua nipote, poi novizia in convento. Il 1 maggio 1956 si recò nella Basilica di San Pietro per vedere Papa Pio XII in un evento pubblico insieme a due sacerdoti compagni, e visitò anche diverse chiese romane. Da Roma si recò a Milano per vedere i fratelli e si ammalò per un breve periodo a Milano.
Al suo ritorno in Birmania fu inizialmente assegnato alla missione di Toungoo, ma poi lavorò anche in altre zone dovunque fosse chiamato a svolgere il suo lavoro. Percorreva lunghe distanze spesso a piedi o a cavallo sotto il sole cocente o sotto acquazzoni torrenziali e talvolta si imbatteva in bestie feroci e animali come serpenti e tigri. Divenne noto per i suoi costanti sforzi per migliorare la vita delle comunità locali: costruì chiese e conventi, nonché scuole e orfanotrofi. Tantardini ha curato anche la costruzione di ospedali e ponti per contribuire al miglioramento delle infrastrutture locali. Ha anche lavorato come falegname, idraulico giardiniere e muratore. Nel 1973 il governo italiano gli ha conferito il titolo di "Maestro del Lavoro" per il suo "contributo nell'onorare il lavoro italiano all'estero".
I suoi superiori – tra cui il vescovo Giovanni Battista Gobbato (anche lui del PIME) – chiesero a Tantardini di ritirarsi dopo aver compiuto 85 anni poiché i suoi superiori credevano che si spingesse troppo e diventasse troppo fragile. Fu durante questo periodo di pensionamento che il suo vescovo gli chiese di scrivere la propria biografia. Lo ha fatto, raccontando il suo lavoro nelle missioni e come ha affrontato l'invasione e i bombardamenti giapponesi durante la seconda guerra mondiale, mentre scriveva anche delle lotte tra i diversi gruppi etnici. Pur "in pensione" mai smise di lavorare e continuo' ad aiutare le persone nelle comunità locali. Tantardini veniva descritto come una persona "serena", e come uno che scherzava spesso con gli altri.
Tantardini muore il 23 marzo 1991; era malato da tempo e nei suoi ultimi mesi non poteva più camminare. Le sue spoglie furono sepolte nel giardino del centro per disabili "Holy Infant Jesus" nel sobborgo di Payaphyu. La sua tomba divenne luogo di pellegrinaggio dopo la sua morte con vari miracoli riportati sulla tomba.

## Processo di beatificazione
La sua morte ha sollecitato insistenti richieste per il processo di beatificazione. La causa è stata introdotta il 23 maggio 2000 dopo che la Congregazione delle Cause dei Santi ha emanato l'editto ufficiale " nihil obstat (nessuna obiezione alla causa) e intitolato Tantardini servo di Dio . Il processo diocesano per la causa è stato inaugurato nell'arcidiocesi di Taunggyi sotto la guida dell'arcivescovo Matthias U Shwe il 2 agosto 2001 che lo ha anche chiuso qualche tempo dopo. La documentazione e le testimonianze (raccolte da persone di Taunggyi e Milano) sono state inviate alla Congregazione delle Cause dei Santi di Roma per ulteriori accertamenti; la Congregazione delle Cause dei Santi  ha convalidato il processo diocesano il 28 gennaio 2005 come aderente alle loro regole per lo svolgimento dei processi diocesani.
Il postulatore ha compilato e presentato la positio presso la Congregazione delle Cause dei Santi nel 2011 per la valutazione. Nel giugno 2016 il Superiore Generale del Pime padre Ferruccio Brambillasca ha incontrato l'allora Prefetto della Congregazione delle Cause dei Santi, il Cardinale Angelo Amato, per discutere lo stato della causa. La Positio fu esaminata nella prima metà del 2018. I nove teologi hanno approvato all'unanimità la causa il 22 maggio 2018. I membri cardinali e vescovi della Congregazione delle Cause dei Santi  hanno approvato la causa qualche tempo dopo. Tantardini è stato nominato venerabile l'11 giugno 2019 dopo che papa Francesco ha firmato un decreto che riconosceva il fatto che Tantardini aveva praticato le virtù in modo eroico per tutta la vita.
Il primo postulatore della causa fu p. Piero Gheddo (fino alla sua morte nel 2018) e attuale postulatore dal 2018 è il sacerdote del Pime padre Giovanni Musi.